# Romániai Evangélikus-Lutheránus Egyház

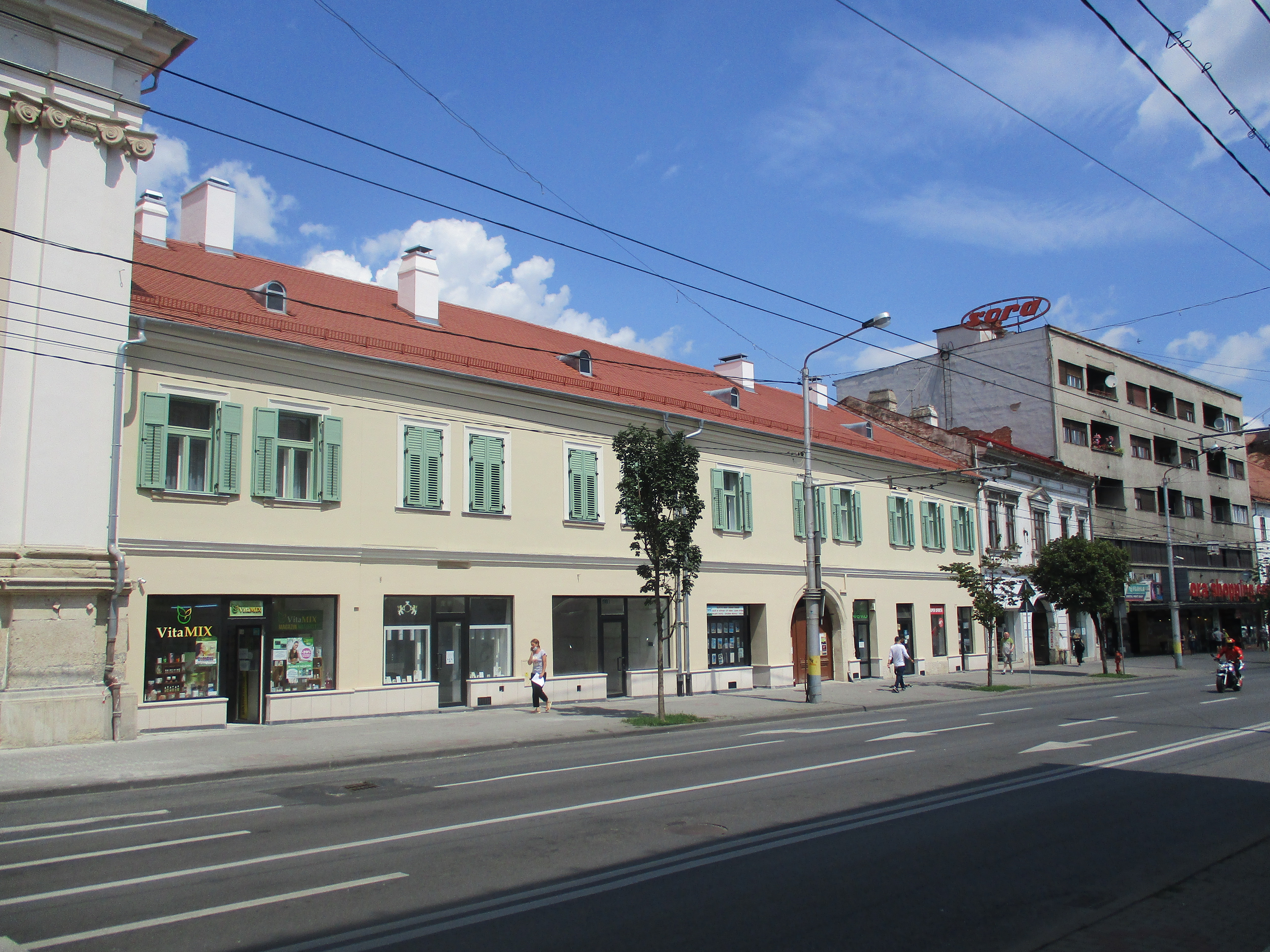
Pűspöki székház

A Romániai Evangélikus-Lutheránus Egyház (románul: Biserica Evanghelică Luterană din România) a romániai evangélikusok közül elsősorban a magyarokat tömörítő egyház, bár van egy szlovák nyelvű egyházmegyéje is. 2001-ig a hivatalos neve Romániai Zsinatpresbiteri Evangélikus-Lutheránus Egyház volt. Központja Kolozsvárott található. Külön egyházat alkotnak az erdélyi szász evangélikusok, a nagyszebeni központú Romániai Ágostai Hitvallású Evangélikus Egyházat.

## Története
Erdélyben a reformációtól kezdve éltek magyar evangélikusok, elsősorban a Brassó környéki „csángó” magyar falvakban, a szász egyház szervezetében. Bár 1553 és 1577 között egy rövidéletű erdélyi magyar evangélikus egyházkerületet alkottak, amelynek két évig Dávid Ferenc volt a püspöke. De ezt követően három évszázadon keresztül a szász egyház keretében éltek. A magyar gyülekezetek a 19. század közepétől próbáltak függetlenedni, 1886-ban ez többüknek sikerült, és március 25-én megalakították a Brassói Magyar Evangélikus Egyházmegyét, amely a Magyarországi Evangélikus Egyház tiszai egyházkerületének lett része. Első esperese Török József tatrangi lelkész volt.
Miután a trianoni békeszerződés értelmében Erdély, Bánát és az Alföld keleti széle Romániához került, a magyarországi egyházból a tiszai egyházkerület brassói egyházmegyéje, valamint öt, a tiszavidéki egyházmegyéhez tartozó gyülekezete, a bányai egyházkerületnek pedig hét magyar gyülekezete került Romániához. Ezek a gyülekezetek először erdélybánáti ágostai hitvallású evangélikus egyházkerület, majd Romániai Zsinatpresbiteri Evangélikus Egyházkerület néven szerveztek magyar evangélikus egyházat a megnagyobbodott Romániában. 1921 júliusában Kolozsvárott, majd 1922 szeptemberében Hosszúfalun tartottak zsinatot. De a román állam teljes elismerésére 1940 márciusáig kellett várni. Eközben az egyház 1927 elején megválasztotta vezetőit: Frint Lajos aradi lelkészt püspöknek, báró Ambrózy Andort pedig egyházkerületi felügyelőnek. Az egyház végül 30000 taggal, 23 gyülekezettel alakulhatott meg, amik három megyébe szerveződtek: Arad-Bánsági, Brassói és Ötvárosi Egyházmegyébe. Ambrózy báró 1932-es halála után 1933-ban felügyelőnek Purgly Lászlót választották meg, Frint Lajos halála után pedig 1941 áprilisában Argay György temesvári lelkész lett a püspök (őt viszont a román állam 1948-ig nem ismerte el).

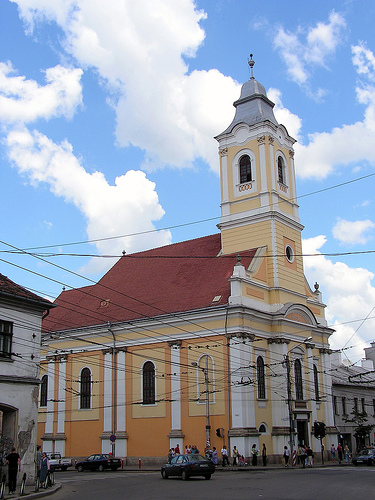
A kolozsvári evangélikus templom

Az 1940. augusztus 30-i második bécsi döntés értelmében a Partium egy része, Észak-Erdély és a Székelyföld visszakerült Magyarországhoz, így az egyház 5 egyházközsége (három partiumi és két erdélyi) visszatért a magyarországi egyház tiszai egyházkerületébe, de a gyülekezetek többsége Romániában maradt – a Brassó környéki gyülekezetek alig néhány kilométerre feküdtek az új határtól, a román oldalon. Magyarországhoz került három olyan egyházközség (Székelyzsombor, Zselyk és a kolozsvári magyar gyülekezet) is, ami addig nem tudott függetlenedni a szász egyháztól, ők 1940 őszén kiválhattak onnan, és ők is csatlakozhattak a magyarországi egyházhoz. A tiszai egyházkerület az így csatlakozott öt Király-hágón túli gyülekezetből 1941-re megszervezte a kerület Erdélyi Egyházmegyéjét, amelynek esperese Járosi Andor kolozsvári lelkész lett. A második világháború után viszont ez az egyházmegye és a három partiumi gyülekezet visszakerült Romániához. A szovjet csapatok 1944 végén elhurcolták Járosi Andor esperest, aki ugyanazon év karácsonyán vérhasban megbetegedett, és Magnyitogorszkban elhunyt.
1949 óta az egyház lelkészeit a Kolozsvári Protestáns Teológiai Intézetben képzik, együtt a református és unitárius teológusokkal. A kommunista diktatúra éveiben 11 evangélikus lelkészt börtönöztek be. 1974. október 24-én elhunyt Argay György püspök. Utóda Szedressy Pál bukaresti lelkész lett. 1990 tavaszán újság indult Evangélikus Harangszó néven. Szedressy püspök 1991. január 1-jei hatállyal nyugdíjba vonult (majd három héttel később meg is halt), utódának Mózes Árpád aradi lelkészt választották meg, akit 1992. június 24-én iktattak be hivatalába. 1995-ben az egyház énekeskönyvet adott ki. 1998-ra Sepsiszentgyörgyön új evangélikus templom épült, szentelésére októberben került sor. 2004-ben Mózes Árpád püspök nyugdíjba vonult, utóda Adorjáni Dezső Zoltán bukaresti lelkész lett, akit 2004. október 8-án, Sepsiszentgyörgyön Szebik Imre és Mózes Árpád püspökök iktattak be hivatalába.
| |                                                                                            |
| Frint Lajos 1927–1940 Argay György 1941–1974 Szedressy Pál 1975–1991 Mózes Árpád 1992–2004 Adorjáni Dezső Zoltán 2004- | báró Ambrózy Andor 1927–1932 Purgly László 1933- Dr. Podhradszky László -1998 Riedl Rudolf |

## Szervezeti felépítése

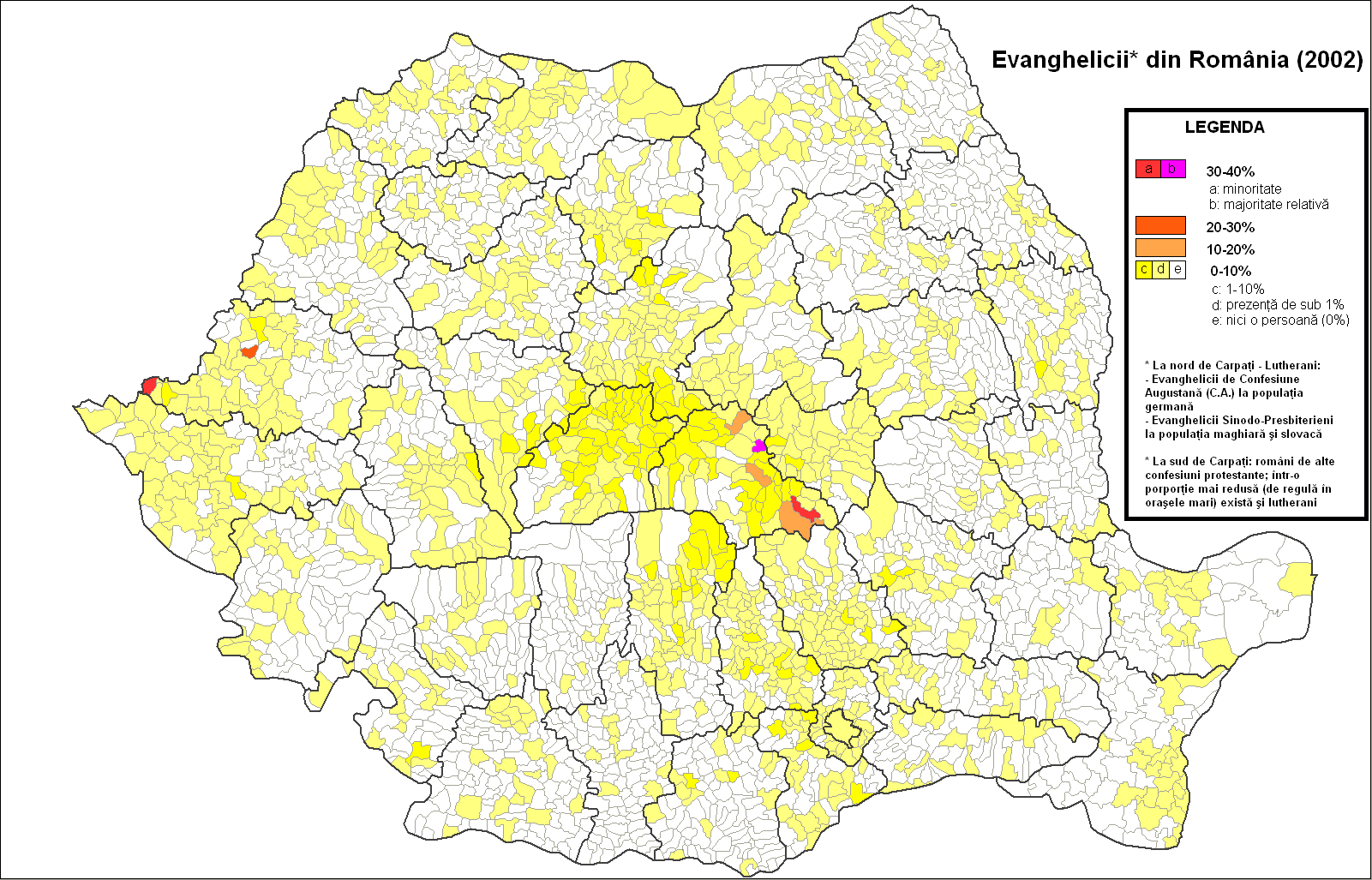
Evangélikusok területi elhelyezkedése Romániában 2002-ben

Az egyház 37 egyházközsége 3 egyházmegyét alkot:
- Brassói Egyházmegye

Esperes: Zelenák József (sepsiszentgyörgyi lelkész)
Egyházmegyei felügyelő: Fülöp Károly
Egyházközségek száma: 19
- Kolozsvári Egyházmegye

Esperes: Fehér Attila (kolozsvári lelkész)
Egyházmegyei felügyelő: Magos György (marosvásárhelyi felügyelő)
Egyházközségek száma: 14
- Nagylaki Egyházmegye (romániai szlovák gyülekezetek)

Esperes: Vanko Juraj Dusan (temesvokuvai lelkész)
Egyházmegyei felügyelő: Kovács Stefan
Egyházközségek száma: 4
Az egyház vezetése:
Püspök: Adorjáni Dezső Zoltán
Egyházkerületi felügyelő: Csendes László
Püspökhelyettes: Koszta István
Egyházkerületi másodfelügyelő: Soós Anna
Egyházkerületi főtanácsos: Fehér Attila

## Határon túli és nemzetközi kapcsolatok
Az egyház 1990 óta újra szorosabb kapcsolatokat ápolhat a Magyarországi Evangélikus Egyházzal, többek között a 2006 októberében megalakult Magyar Evangélikus Konferencián keresztül. Számos egyházközségnek van magyarországi testvérgyülekezete.
A Romániai Evangélikus-Lutheránus Egyháznak 1990 óta testvéregyháza a Mecklenburgi Evangélikus Tartományi Egyház. Az egyház számos nemzetközi szervezetnek tagja, többek között az Evangélikus Világszövetségnek, az Egyházak Világtanácsának és az Európai Egyházak Konferenciájának.

## Külső hivatkozások
- Az egyház honlapja
- Az egyház régi honlapja
- Könyv jelent meg a romániai kommunizmus és az evangélikus egyház viszonyáról Archiválva 2019. január 11-i dátummal a Wayback Machine-ben (2018)